# Свинк (Колорадо)
Свинк (енгл. Swink) град је у америчкој савезној држави Колорадо.

## Демографија
По попису из 2010. године број становника је 617, што је 79 (-11,4%) становника мање него 2000. године.
| Група             | 2000.       | 2010.       |
| Белци             | 531 (76,3%) | 434 (70,3%) |
| Афроамериканци    | 3 (0,4%)    | 3 (0,5%)    |
| Азијати           | 6 (0,9%)    | 2 (0,3%)    |
| Хиспаноамериканци | 143 (20,5%) | 171 (27,7%) |
| Укупно            | 696         | 617         |